# Acordo para a normalização das relações entre Israel e Marrocos
O acordo de normalização Israel-Marrocos é um acordo anunciado pelo governo dos Estados Unidos em 10 de dezembro de 2020, no qual Israel e Marrocos concordaram em começar a normalizar as relações. Em 22 de Dezembro de 2020, foi assinada uma declaração conjunta comprometendo-se a iniciar voos diretos, promover a cooperação econômica, reabrir escritórios de ligação e estabelecer relações diplomáticas plenas entre os dois países.
O acordo seguiu Bahrein, Emirados Árabes Unidos e Sudão também assinando acordos de normalização com Israel em setembro e outubro de 2020. Juntamente com Egito e Jordânia, Marrocos se tornou o sexto país da Liga Árabe a normalizar os laços com Israel. Como parte do acordo, os Estados Unidos concordaram em reconhecer a anexação do Saara Ocidental por Marrocos, ao mesmo tempo em que instavam as partes a "negociar uma solução mutuamente aceitável" usando o plano de autonomia do Marrocos como única estrutura.

## Contexto

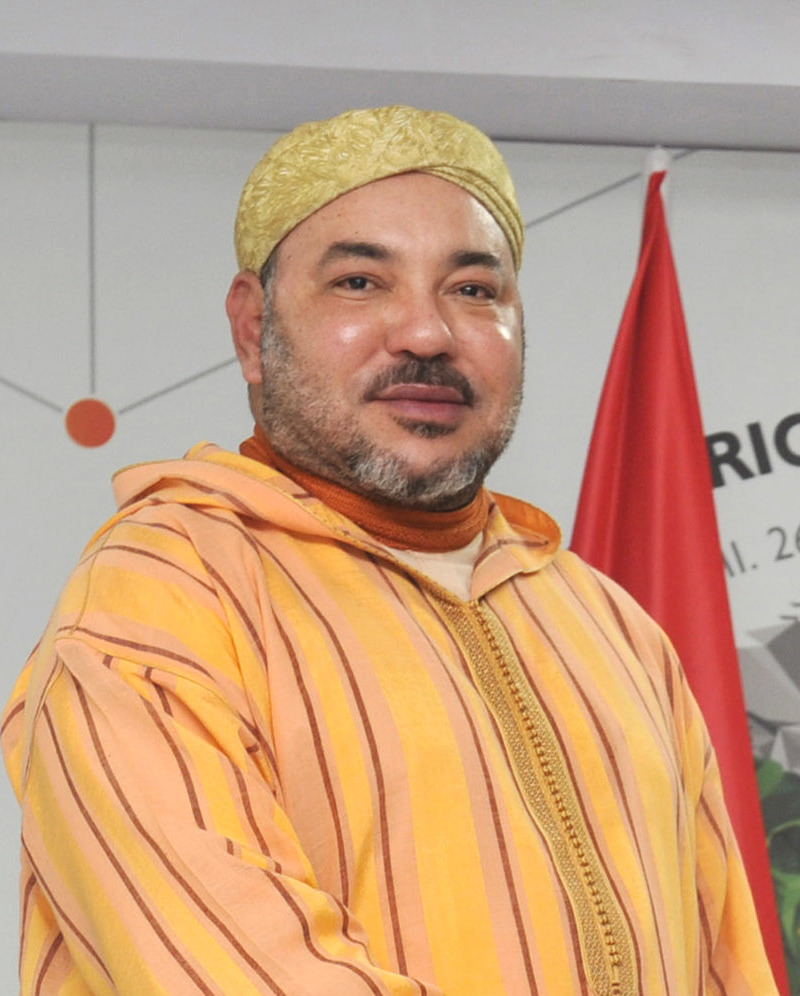
Rei de Marrocos Mohammed VI.

Muro marroquino no território do Saara Ocidental, durante a guerra do Saara Ocidental (1975–1991). Em amarelo, o território sob controle da Frente Polisário.

Antes do estabelecimento de Israel em 1948, Marrocos tinha uma grande população judaica de cerca de 250.000 judeus (10% da população), e centenas de milhares de judeus israelenses têm linhagem que remonta ao Marrocos.
Durante a Guerra do Yom Kippur de 1973, soldados marroquinos, cerca de 700 dos quais foram mortos, lutaram contra as forças israelenses no sul da Síria como parte do flanco norte do Exército Sírio.
Os dois países estabeleceram relações diplomáticas de baixo nível durante a década de 1990, após os acordos de paz provisórios de Israel com os palestinos, que foram suspensos após o início da Intifada de Al-Aqsa em 2000. Os dois países mantiveram laços informais desde então, com cerca de 50.000 israelenses viajando para o Marrocos a cada ano, embora em 2020 a população judaica no Marrocos tenha diminuído para aproximadamente 2.000.
O acordo foi negociado por uma equipe liderada por Jared Kushner, um Conselheiro Sênior do Presidente dos Estados Unidos, e Avi Berkowitz, um Representante Especial para Negociações Internacionais. Kushner e Berkowitz conversavam com o governo marroquino há mais de dois anos, sugerindo a normalização das relações com Israel em troca do reconhecimento dos Estados Unidos da reivindicação de Marrocos sobre o Saara Ocidental. Quando Kushner visitou o Marrocos em maio de 2019, o Rei Mohammed VI levantou a questão do reconhecimento estadunidense do Saara Ocidental, enfatizando a importância dessa questão para o Marrocos. Um dos principais fatores de pressão para o acordo e outros acordos de normalização de Israel em 2020 foi que ele facilitou uma frente unida contra o Irã para reduzir sua influência na região. Marrocos considerava o Irã como uma ameaça e cortou laços com o governo iraniano em 2018, acusando-o de financiar o movimento separatista do Saara Ocidental Frente Polisário via Hezbollah.
O acordo ocorreu após o Bahrein, os Emirados Árabes Unidos e o Sudão também assinarem acordos de normalização com Israel em setembro e outubro de 2020. Junto com o Egito e a Jordânia, Marrocos se tornou o sexto país da Liga Árabe a normalizar os laços com Israel.

## Acordo

Marrocos (em verde escuro), Saara Ocidental (em verde claro) e Israel (dentro do círculo laranja).

Sob o acordo, inicialmente anunciado pela Casa Branca em 10 de dezembro de 2020, Marrocos avançará em direção a "relações diplomáticas, pacíficas e amigáveis plenas" e relações comerciais e retomará contatos oficiais com Israel, e voos diretos serão feitos entre os dois países. Marrocos reconheceu oficialmente Israel em sua comunicação ao primeiro-ministro israelense Benjamin Netanyahu. De acordo com Kushner, os dois países planejavam "reabrir seus escritórios de ligação em Rabat e Tel Aviv imediatamente com a intenção de abrir embaixadas". O Ministro Delegado Mohcine Jazouli do Ministério das Relações Exteriores, Cooperação Africana e Expatriados Marroquinos de Marrocos disse que "o judaísmo está enraizado na cultura marroquina" e que a história judaica "apareceria nos livros escolares e logo seria ensinada".  Serge Berdugo, secretário-geral do Conselho das Comunidades Judaicas de Marrocos, disse que a decisão de ensinar história e cultura judaica nas escolas marroquinas "tem o impacto de um tsunami; [é] a primeira vez no mundo árabe". 
Em 22 de dezembro de 2020, Kushner e o Conselheiro de Segurança Nacional de Israel, Meir Ben-Shabbat, cuja família imigrou do Marrocos para Israel, estavam entre os funcionários de alto escalão que embarcaram em um voo de Israel para Rabat para assinar uma declaração conjunta prometendo iniciar voos diretos entre os dois países, promover a cooperação econômica, reabrir escritórios de ligação e avançar em direção a relações diplomáticas plenas. Os Estados Unidos também concordaram em reconhecer a reivindicação do Marrocos ao disputado território do Saara Ocidental, ao mesmo tempo em que instavam as partes a negociar "usando o plano de autonomia do Marrocos como a única estrutura para negociar uma solução mutuamente aceitável". Donald Trump acrescentou que seu país "reconhece a soberania marroquina sobre todo o território do Saara Ocidental e reafirma seu apoio à proposta de autonomia séria, credível e realista do Marrocos como a única base para uma solução justa e duradoura para a disputa sobre o território do Saara Ocidental". Kushner apelou a ambos os lados para trabalhar com as Nações Unidas na implementação de uma proposta para dar ao povo do território ampla autonomia. Os Estados Unidos também afirmaram que pretendiam abrir um consulado em Dakhla, no Sahara Ocidental.